# Psicologia de l'art

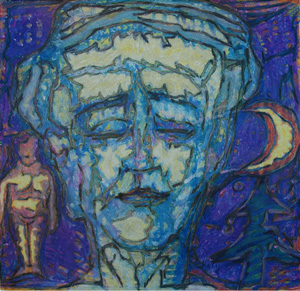
En un autorretrat l'autor pinta com es veu a si mateix

La psicologia de l'art és la branca de la psicologia que estudia els estats de consciència i els fenòmens inconscients esdevinguts durant la creació de l'obra artística o en la recepció d'aquesta. La psicoanàlisi entén que l'art és reflex de l'inconscient i que per tant és un mitjà per a accedir-hi. També redueix l'estètica a psicologia de l'art.
El treball de l'investigador Theodor Lipps va esdevenir cabdal en els inicis del desenvolupament del concepte de la psicologia de l'art als inicis de la dècada dels anys vint del segle xx. La seva contribució més important va ser el seu intent de teoritzar sobre la qüestió de l'Einfuehlung o l'empatia; aspecte clau en moltes de les subsegüents teories de la psicologia de l'art. Al desenvolupament d'aquesta disciplina hi ha contribuït especialment Gustav Fechner, Sigmund Freud, l'escola de la Gestalt (Rudolph Arnheim i altres), Lev Vygotski i Howard Gardner.
La psicologia de l'art inclou estudis diversos que inclouen, entre d'altres, la psicologia de la gestalt, els dibuixos evolutius dels infants, els dibuixos descriptius d'aquests i estudis psicoanalítics de diferents tipus. Amb ells hom pot detectar problemes inconscients o que les persones no són capaces d'expressar amb paraules, també serveix com a excusa per a parlar i relacionar-se, permet ampliar el coneixement que tenim sobre la sociologia del gust i es pot aplicar a alguns mètodes pedagògics.